# Théorie radicalaire du vieillissement
La théorie radicalaire du vieillissement énonce que les organismes vieillissent par la multiplication des lésions liées à l’accumulation de radicaux libres dans les cellules. Un « radical libre » est un atome ou une molécule possédant un seul électron non apparié dans sa couche externe. Si certains radicaux libres, tels la mélanine, sont chimiquement inertes, la plupart des radicaux libres présents dans les organismes sont fortement réactifs. Dans la plupart des structures biologiques, les lésions liées à la présence de radicaux libres sont étroitement associées au processus d'oxydation. Les antioxydants sont des réducteurs qui limitent l'action des radicaux libres dans ces structures en les passivant.
Au sens strict, la théorie radicalaire, telle qu'énoncée initialement par Denham Harman dans les années 1950, ne concerne que les radicaux de type superoxydes ( O2− ), mais son auteur a extrapolé la théorie dans les années 1970 aux synthèses mitochondriales de dérivés réactifs de l'oxygène et depuis elle englobe les lésions d'autres espèces chimiquement agressives comme les peroxyde d'hydrogène (H2O2), ou le Peroxynitrite (OONO−).
Il a pu être démontré, sur certains organismes modèles comme les levures et les Drosophiles, que la diminution des lésions liées à l'oxydation prolonge la vie ; en revanche, chez les souris, seule une altération génétique bloquant la barrière antioxydante sur 18 (la destruction d'enzymes SOD1), réduit la durée de vie. De même, on a constaté récemment que chez les nématodes (Caenorhabditis elegans), l'inhibition de la synthèse de l'antioxydant naturel qu'est la Superoxyde dismutase augmente l’espérance de vie. L'efficacité de la diminution des risques d'oxydation dans l'augmentation de la durée de vie demeure donc une question controversée.

## Contexte
La théorie radicalaire du vieillissement a été imaginée par Denham Harman dans les années 1950, à un moment où l'opinion générale prévalait que les radicaux libres étaient trop instables pour pouvoir subsister dans les organismes. Naturellement, encore personne n'avait invoqué les radicaux libres comme cause des maladies dégénératives.
Harman s'est inspiré de deux sources :
1. la théorie de la quantité de vie, formulée par R. Pearl, selon laquelle la durée de vie est inversement proportionnelle au rythme métabolique, lequel est proportionnel à la consommation d’oxygène, et
2. une observation de Rebbeca Gershman, selon laquelle on peut expliquer la toxicité de l'oxygène hyperbare et l'irradiation par un seul et même phénomène : la présence de radicaux libres de dioxygène[10],[12].

Remarquant que les radiations provoquent des « mutations, cancers et un vieillissement prématuré », Harman énonça que les radicaux libres d’oxygène produits par la respiration devraient entraîner des lésions cumulatives, menant finalement à une perte de fonctionnalité organique, et à terme, à la mort,.
Ces dernières années, la théorie a été extrapolée, aux maladies liées à l'âge. Les lésions provoquées dans les cellules par les radicaux libres seraient à l'origine de nombreux désordres organiques tels que cancers, arthrite, athérosclérose, maladie d'Alzheimer et diabète. Certains résultats suggèrent que les radicaux libres et certains radicaux azotés déclenchent et accélèrent les mécanismes de mort cellulaire tels l'apoptose et des cas extrêmes de nécrose.
En 1972, Harman a modifié sa théorie originale pour énoncer une « théorie mitochondriale du vieillissement. » Dans sa formulation actuelle, elle énonce que les dérivés réactifs de l'oxygène synthétisés dans les mitochondries altèrent certaines macromolécules y compris les lipides, protéines et surtout l'ADN mitochondrial. Ces altérations provoquent à leur tour des mutations qui favorisent la synthèse d'autres dérivés réactifs de l'oxygène (DRO), et donc l'accumulation de radicaux libres dans les cellules affectées. Cette théorie mitochondriale est privilégiée dans l'explication des phénomènes de vieillissement.
La théorie continue d'évoluer et de s'enrichir.

## Les processus

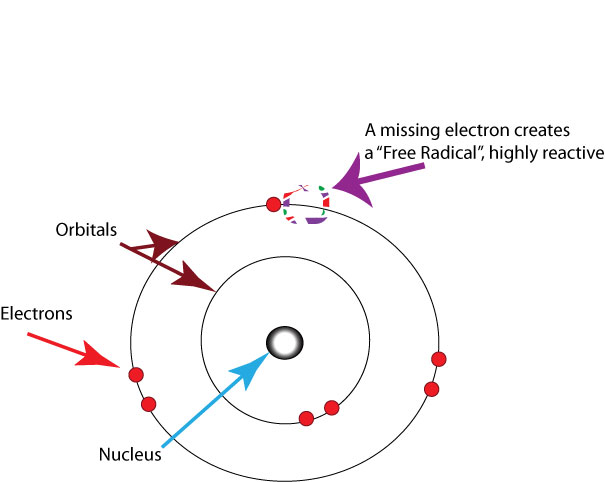
En chimie, un radical libre désigne tout atome, molécule, ou ion possédant un électron de valence isolé.

Les radicaux libres sont des atomes ou des molécules possédant des électrons isolés. Dans les atomes ou les molécules, les électrons sont normalement groupés par paires le long d'orbitales. Les radicaux libres, qui ne comportent qu'un seul électron sur chacune de leurs orbitales, sont en principe instables et ont tendance à perdre ou à capturer un électron pour perdre ou saturer leur couche externe.
La présence d'un électron isolé sur la couche externe n’implique pas qu'un radical libre soit positivement chargé.
Les lésions se produisent lorsqu'un radical libre se recombine avec une autre molécule pour saturer sa couche électronique externe. Le radical libre capte alors un électron de la molécule cible, ce qui fait de cette molécule un radical libre, apte à altérer une autre molécule, d'où une réaction en chaîne. Les radicaux libres produits dans ces réactions finissent par modifier entièrement la structure ou les propriétés d'une molécule, particulièrement en biologie. C'est en ce sens qu'on parle de lésion cellulaire (car la cellule contient des molécules modifiées, impropres aux fonctions vitales).
Les réactions en chaîne déclenchées par les radicaux libres peuvent provoquer une altération des édifices atomiques : lorsqu'elles impliquent des molécules liées par pont hydrogène dans les brins d'ADN, l'ADN peut être hybridé.
L’enjambement d'ADN peut à son tour se manifester par divers symptômes de vieillissement, particulièrement par un cancer. L'hybridation peut combiner des molécules grasses et des protéines, à l'origine des rides. En oxydant les LDL, les radicaux libres sont à l'origine de la formation de plaques dans les artères, et par là de thromboses et d’hémorragies cérébrales. Ces exemples montrent les applications de la théorie radicalaire dans la compréhension des mécanismes de plusieurs maladies chroniques.
Parmi les radicaux libres soupçonnés d'intervenir dans le processus de vieillissement, on trouve le superoxyde et le monoxyde d'azote : un excès en superoxydes affecte le vieillissement, tandis qu'une baisse de synthèse d'oxydes nitriques, ou leur biodisponibilité, agit de même.
Les antioxydants sont efficaces pour réduire et empêcher les lésions dues aux réactions des radicaux libres, grâce à leur capacité à céder des électrons qui neutralisent le radical sans en former de nouveaux. L’acide ascorbique, par exemple, peut perdre un électron à un radical libre tout en demeurant lui-même stable : il cède des électrons instables.
On a pu en déduire que l'absorption de grandes quantités d’antioxydants pouvait, étant donné leur capacité à modérer la teneur en radicaux libres, ralentir les lésions résultant des maladies chroniques, et même le vieillissement.

## Observations à la base de la théorie
Plusieurs études ont montré le rôle des radicaux libres dans le processus de vieillissement, et à ce titre elles confortent plutôt la théorie radicalaire du vieillissement : elles démontrent une augmentation sensible de la teneur en radicaux superoxydes et de peroxydation des lipides chez les rats âgés. Chung et al. suggèrent que la synthèse de dérivés réactifs de l'oxygène augmente avec l'âge et ils ont montré que la conversion de XDH en xanthine deshydrogénase (XOD) pourrait en être un mécanisme important. Cette hypothèse est renforcée par une autre étude, montrant que la synthèse de superoxyde par xanthine oxydase et NO synthase dans les artères mésentériques est plus élevée chez les rats âgés.
Hamilton et al. ont relevé des similitudes entre les affections endothéliales liées à l'hypertension et le vieillissement chez l'Homme, et ont mis en évidence une surproduction de superoxydes dans les deux cas. Cette découverte est confortée par une étude de 2007 qui a montré que le stress oxydant endothélial s'accroît avec l'âge chez les hommes sains et qu'il est corrélé à une réduction de la vasodilatation endothélium-dépendante. En outre, la culture de cellules de muscles lisses a mis en évidence une augmentation en dérivés réactifs de l'oxygène sur les cellules prélevées chez des souris plus âgées. Ces découvertes sont enfin confirmée par une troisième étude menées sur des cellules de Leydig isolées prélevées sur les testicules de rats jeunes et vieux.
L'expérience de Choksi et al. sur la souris naine d'Ames (DW) ainsi que les faibles teneurs en dérivés réactifs de l'oxygène endogènes chez cette espèce pourraient expliquer sa résistance au stress oxiydant et sa longévité. Lener et al. estiment que l’activité des Nox4 contribue à accroître les lésions oxydantes dans les cellules endothéliales de la veine ombilicale chez l'Homme via stimulation de la synthèse de superoxyde. En outre, Rodriguez-Manas et al. ont découvert que le dysfonctionnement endothélial dans les vaisseaux humains est le produit d'une conjugaison de l'inflammation des vaisseaux et du stress oxydant.
Sasaki et al. ont établi que la chimiluminescence liée à la présence de superoxydes est inversement proportionnelle à la longévité chez la souris, le rat Wistar et les pigeons. Ils sont d'avis que les dérivés actifs de l'oxygène ayant fonction de signal jouent un rôle déterminant processus de vieillissement. Mendoza-Nunez et al. estiment que le stress oxydant s'accroît nettement vers l'âge de 60 ans. Miyazawa a découvert que la synthèse d'anions superoxydes mitochondriaux peut provoquer l'atrophie et le dysfonctionnement d'un organe via apoptose d'origine mitochondriale. En outre, ils avancent que l’anion superoxyde mitochondrial joue un rôle essentiel dans le vieillissement. Lund et al. ont prouvé le rôle de la superoxyde dismutase endogène extracellulaire dans les mécanismes de défense contre le dysfonctionnement endothélial chez les souris âgées.

## Variantes de la théorie des radicaux libres
L'une des principales critiques adressées à la théorie radicalaire vise l'idée que les radicaux libres sont à l'origine des altérations de biomolécules , altérations qui à leur tour affectent la biologie de la cellule et donc le vieillissement de l'organisme. C'est pourquoi de nombreuses modifications ont été apportées pour tenir compte des apports les plus récents.

### L'origine mitochondriale du vieillissement

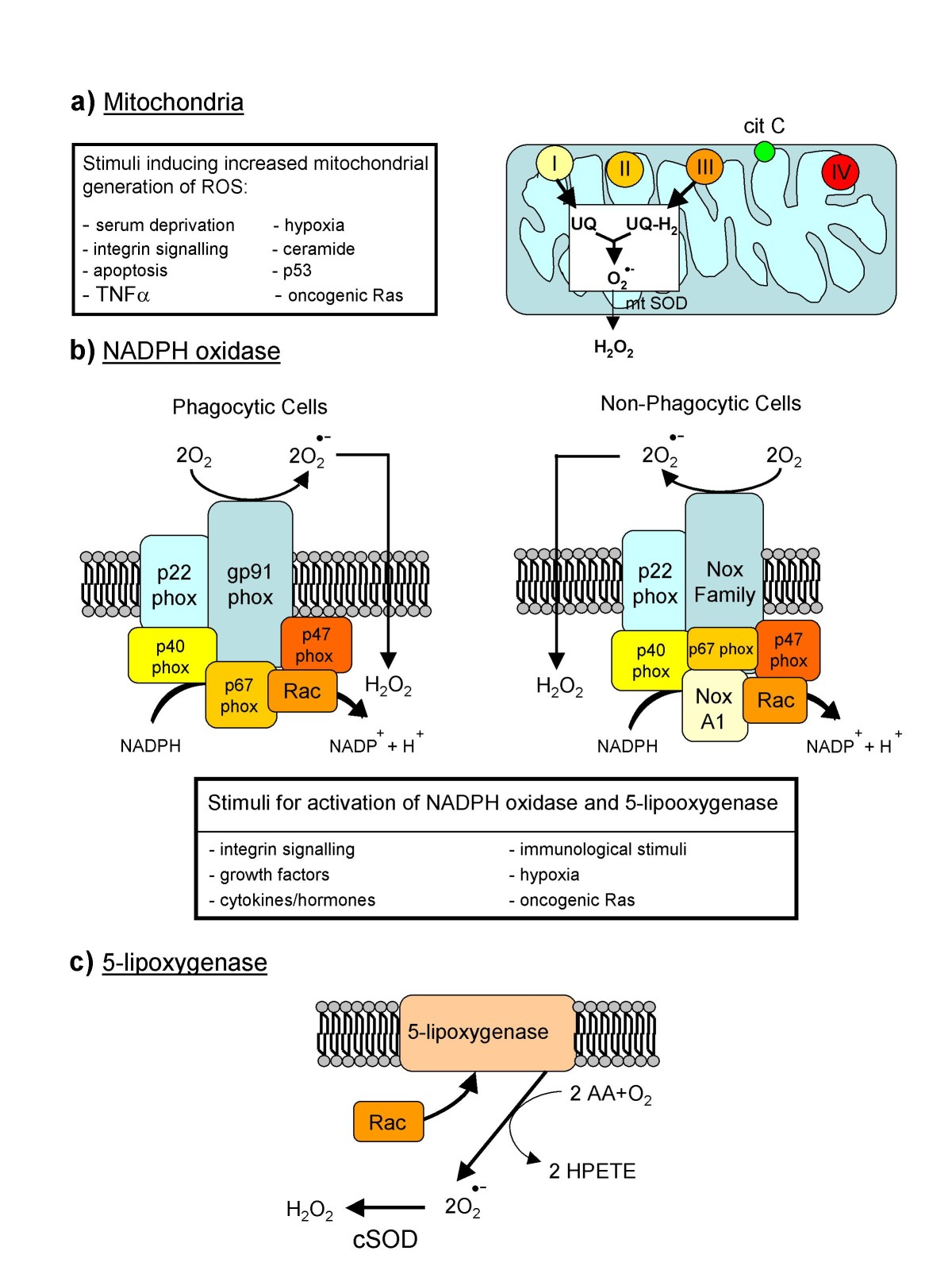
Principales sources de dérivés réactifs de l'oxygène dans le vivant.

La théorie mitochondriale du vieillissement a été énoncée pour la première fois en 1978,, suivie deux ans plus tard de la théorie du vieillissement par les radicaux libres d'origine mitochondriale. Cette théorie fait des mitochondries la cause principale de l'altération des molécules, en s'appuyant :
- sur certains mécanismes chimiques connus de synthèse de dérivés actifs de l'oxygène dans les mitochondries,
- sur le fait que des composants mitochondriaux comme le mtDNA ne sont pas aussi résistants que l'ADN nucléaire,
- et enfin sur des étudies comparant les altérations sur l'ADN nucléaire et l'ADN mt, le second étant plus souvent dégradé[45].

Des électrons peuvent se détacher dans les processus métaboliques de la mitochondrie comme la chaîne de transport d'électrons, et ces électrons peuvent à leur tour réagir avec l'eau pour former des dérivés actifs de l'oxygène comme le radical superoxyde ou, via un chemin moins direct, le radical hydroxyl. Ces radicaux altèrent ensuite l'ADN mitochondrial et les protéines, et les cellules affectées sont davantage susceptibles de synthétiser des molécules vecteurs de dérivés actifs de l'oxygène. On démontre ainsi l'existence d'une boucle de rétroaction positive du stress oxydant qui, au fil du temps, provoque la détérioration des cellules, puis des organes et de l'organisme tout entier.
Cette théorie très controversée n'explique guère comment se produisent les mutations induites dans l'ADN mt par les dérivés réactifs de l'oxygène. Conte et al. postulent que la substitution d'atomes de zinc aux atomes de fer pourrait créer des radicaux libres, le zinc ayant une affinité pour l'ADN.

### Le vieillissement par déséquilibre redox épigénétique
Brewer a formulé une théorie qui combine à la théorie radicalaire la transduction de signal de l'insuline. La théorie de Brewer implique qu’« un comportement sédentaire, associé à l'âge, déclenche un déséquilibre rédox et un dysfonctionnement mitochondrial. » Le dysfonctionnement mitochondrial favorise en retour un comportement plus sédentaire et à un vieillissement accéléré.

### Théorie de la stabilité métabolique
Selon la théorie de la stabilité métabolique du vieillissement, c'est la capacité des cellules à maintenir une concentration stable dérivés actifs de l'oxygène qui serait le facteur primaire de longévité. Cette théorie s'oppose évidemment à la théorie radicalaire, car elle reconnaît que les dérivés actifs de l'oxygène sont des molécules-signal spécifiques, nécessaires au maintien de fonctions cellulaires normales.

### Hormèse mitochondriale
Le stress oxydant peut augmenter la longévité de Caenorhabditis elegans en déclenchant une réponse secondaire à des niveaux initialement élevés de composés réactifs de l’oxygène. Ce phénomène a d'abord été appelé « hormèse mitochondriale » puis, sur une base purement spéculative, « mito-hormèse ». Chez les mammifères, l'effet des dérivés réactifs de l'oxygène sur le vieillissement est encore moins clair,,. Certaines études épidémiologiques récentes viennent à l'appui de l'existence d'un processus de mitohormèse chez l'Homme, et même suggèrent que l'absorption d'antioxydants exogènes  est susceptible d'accroître la prévalence de maladies chez les humains (car selon cette théorie ils empêchent la stimulation des réponses naturelles de l'organisme aux composés oxydants).

### Effets d'un régime hypocalorique
Diverses études ont monté les effets bénéfiques d'un régime hypocalorique sur la longévité des sujets, quoique de tels régimes s'accompagnent de stress oxydant. Ces effets s'expliqueraient par l'action anti-oxydante, la suppression du stress oxydant, ou une résistance accrue au stress oxydant acquise. Fontana et al. supposent qu'un régime hypocalorique influence plusieurs mécanismes de transduction de signal par modération du facteur de croissance 1 ressemblant à l'insuline. Ils suggèrent en outre que la superoxyde dismutase antioxydante et la catalase sont impliquées dans l'inhibition de ce mécanisme.
On oppose souvent à l’origine mitochondriale des radicaux libres responsables du vieillissement, l’accroissement de longévité observé à la suite de régimes hypocaloriques accompagné de variations de la consommation en dioxygène,. Toutefois, Barja a montré que le taux de synthèse de radicaux oxygénés dans les mitochondries (par unité de dioxygène consommé) diminuait nettement avec un régime hypocalorique, la pratique de l’aerobic ou d’efforts réguliers et soutenus, ou en cas d’hyperthyroïdie. D’ailleurs, la synthèse de radicaux oxygénés dans les mitochondries est plus faible chez les oiseaux à forte longévité que chez les mammifères de taille et de métabolisme comparables, qui ont de fait une moindre longévité. Ainsi, la synthèse mitochondriale de radicaux libres est certainement indépendante de la consommation en dioxygène O2 chez plusieurs espèces, dans différents tissus et pour différents états physiologiques.

## Objections cliniques à la théorie des radicaux libres

### Le cas du Rat-taupe nu
Le Rat-taupe nu est un rongeur de grande longévité (32 ans). Comme l'ont montré Lewis et al. (2013), le taux de production d'espèces oxydo-actives chez ce rat n'est pas différent de celui des autres rongeurs, comme la souris (qui ne vit que 4 ans). Ils en ont conclu que ce n'est pas le défaut de stress oxydant qui favorise la longévité ou la santé de ces rongeurs, mais d'autres mécanisme cyto-protecteurs leur permettant de survivre aux altérations moléculaires d'oxydation. Chez le Rat-taupe nu, cela pourrait s'expliquer par la prévalence de gènes réparateurs d'ADN : mécanismes de mismatch repair, de jonction d'extrémités non homologues et de réparation par excision de base (cf. la théorie de l'accumulation de mutations).

### Le cas des oiseaux
Parmi les oiseaux, les perroquets vivent environ 5 fois plus longtemps que les cailles. Pourtant, il a été démontré que la synthèse de dérivés réactifs de l'oxygène dans le cœur, les muscles squelettiques, le foie et les érythrocytes intacts était identique chez les perroquets et les cailles, et donc qu'il n'y avait aucune corrélation avec leur différence de longévité. Ces remarques continuent de jeter le doute sur la validité de la théorie du vieillissement par le stress oxydant.

## Thérapie à base d'antioxydants
Une conséquence de la théorie radicalaire est que les antioxydants comme la vitamine A, la vitamine C, la vitamine E α-Tocophérol, le bêta-Carotène et la Superoxyde dismutase ralentissent le processus de vieillissement en réduisant l'action oxydante des radicaux libres sur les molécules biologiques cible et même en inhibant la formation de radicaux libres. On cite souvent les antioxydants présents dans l'alimentation pour promouvoir la consommation de fruits et de légumes.
Néanmoins, quelques enquêtes récentes tendent à montrer que les régimes riches en antioxydants n'ont pas d'effet ou même, peuvent accroître la mortalité,,,,, de certains cancers. Cela dit, il faut signaler une sérieuse limitation dans chacune de ces enquêtes, à savoir qu'elles se fondaient sur la consommation essentielle de suppléments vitaminés de synthèse. Dans une communication plus récente, la consommation de fruits et de légumes a été corrélée positivement à la longévité et à la diminution du « risque de développer un cancer en général ».
Dans la mesure où les mécanismes de défense anti-oxydants résultent de la synergie de plusieurs substances, les bienfaits des thérapies à base d'antioxydants ne peuvent être établis qu'en développant des modèles non-élémentaires.
Les partisans du rôle favorable des antioxydants l’expliquent par l’« hormèse » : l’apport d’antioxydants vient modérer les réactions biologiques normales contre les radicaux libres, donc à un système davantage sensible à l'oxydation. En outre, une étude recente sur les habitudes alimentaires de 478 000 Européens tend à montrer que la consommation de fruits et de légumes a peu ou pas d'effet sur la prévention des cancers.